# Marmorsippa
Marmorsippa (Anemone flaccida) är en art i familjen ranunkelväxter och förekommer naturligt i Amur, på Sachalin, i centrala, östra och södra Kina, samt i Japan. Den odlas ibland som trädgårdsväxt i Sverige.